# Reményi József Tamás
Reményi József Tamás (Debrecen, 1949. április 10. – 2023. november 10.) magyar szerkesztő, kritikus.

## Életpályája
1968–1973 között az ELTE BTK magyar-orosz szakos hallgatója volt. 1974–1979 között a Kritika című folyóirat munkatársa és rovatvezetője volt. 1976-ban elvégezte a MÚOSZ Újságíró Iskolát. 1979–1983 között a Mozgó Világ rovatvezetője és főszerkesztő-helyettese; 1981-ben és 1983-ban megbízott főszerkesztője volt. 1984–1989 között, valamint 1991–1998 között a Filmvilág olvasószerkesztőjeként dolgozott. 1989–1990 között a Magyar Napló főszerkesztő-helyettese, 1990-ben főszerkesztője volt. 1997 óta a Sziveri János Társaság elnöke. 1998–1999 között a Holnap Kiadó szerkesztője volt. 2001 után a Palatinus Kiadó szerkesztője, a Magyar Rádió kulturális rovatvezetője, 2013-tól a Kossuth Kiadó szerkesztője.

## Művei
- Írtok ti így? Paródiák ötven íróról és egy évtizedről (Tarján Tamással, 1980)
- Mindent hét lapra (Tarján Tamással, irodalmi paródiák, 1981)
- Babérköszörű (Tarján Tamással, irodalmi paródiák, 1987)
- Ciróka-maróka (Tarján Tamással, 1995)
- Magyar irodalom 1945–1995. Műelemzések (Tarján Tamással, 1996)
- Sírfirkák (Banga Ferenccel és Tarján Tamással, 1997)
- Susztermatt (Tarján Tamással, irodalmi paródiák, 1998)
- Sinistrától Ibusárig. Irodalmi kalauz (kritikák, tanulmányok, 1998)
- Barbár imák költője: Sziveri János (szerkesztette, 2000)
- A véradó. Hajnóczy Péter emlékezete (szerkesztette, 2003)
- Zsurnál (esszék, kritikák, 2007)
- Szénszünet (Banga Ferenccel és Tarján Tamással, irodalmi paródiák, 2009)
- Partitúra ne légy soha! Sziveri-díjasok antológiája; szerk. Géczi János, Reményi József Tamás; Gondolat, Bp., 2011
- Sziveri János művei (szerkesztette, 2011)
- Reményi József Tamás–Tarján Tamás: Mindent hét lapra. Irodalmi paródiák; Syllabux, Bp., 2013
- Magyarok a Föld körül. Felfedezők, utazók, tudós kalandozók; fel. szerk. Reményi József Tamás; Kossuth, Bp., 2014 (Polihisztor) + DVD
- Mindig volt egy szigetem. Darvasi Ferenc életútinterjúja (Darvasi Ferenccel, Cser Kiadó, 2023)

## Díjai
- Soros-ösztöndíj (1988, 1999)
- Szép Magyar Könyv oklevele (1997)
- Pro Literatura díj (1998)
- József Attila-díj (2002)
- Komlós Aladár-díj (2019)
- Osvát Ernő-díj (2023)